# Domažlické úmluvy

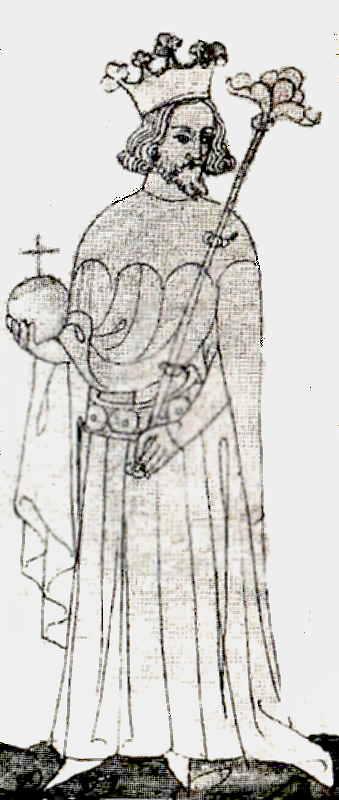
Český král Jan Lucemburský

Domažlické úmluvy je termín používaný pro kompromisní jednání mezi Janem Lucemburským (1310 - 1346) a českou vyšší šlechtou. Poté, co v roce 1310 nastoupil Jan na český trůn, si na něm šlechta vymohla určité ústupky a privilegia, shrnutá v tzv. inauguračních diplomech (1310, pro Moravu 1311).

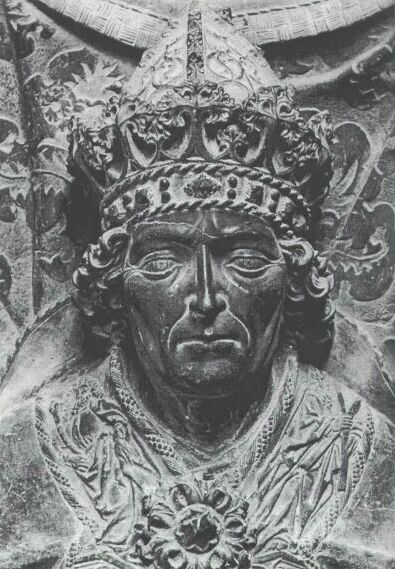
Ludvík IV. Bavorský

Jan Lucemburský však tyto úmluvy nerespektoval a porušoval je. Tato situace vyvrcholila v roce 1315, kdy šlechta hrozila králi občanskou válkou. Nový konflikt hrozil poté, co v témže roce král zajal vlivného představitele šlechty Jindřicha z Lipé.
Kompromisem mezi šlechtou a králem bylo uzavření domažlických úmluv 24. dubna 1318. Toto smíření zprostředkoval římskoněmecký král Ludvík Bavorský (1314-1347), v té době spojenec Jana Lucemburského. Domažlické úmluvy potvrzovaly privilegia, stanovená inauguračními diplomy a znamenaly faktickou kapitulaci Jana Lucemburského jako českého vladaře. Vlády v Čechách se ujal Jindřich z Lipé († 1329) a Jan pobýval v Čechách velice málo.
S tímto krokem nesouhlasila jeho manželka Eliška Přemyslovna, jejímž spojencem byl další vlivný český šlechtic Vilém Zajíc z Valdeka. Spor panovníka a královny vyvrcholil v roce 1319 dobytím Lokte a internací Elišky na Mělníce.